# Áreas verdes de Goiânia
Goiânia conta com numerosas áreas verdes, presentes em várias partes da cidade, servindo como lazer para as famílias goianienses nos finais de semanas, além de refrescar o clima quente e abafado da cidade.
Cerca de 30% da área total da cidade é coberto por áreas verdes. Entre as áreas verdes se destacam o Parque Zoológico, Parque Vaca Brava, Parque Ecológico, Bosque dos Buritis, Parque Flamboyant, e Parque Areião. Nestes locais encontra-se lagos, vasta vegetação original, além de uma fauna rica em aves e pequenos anfíbios, répteis e mamíferos.
Goiânia é considerada a segunda cidade do mundo com mais áreas verdes pela Organização das Nações Unidas. Está atrás apenas de Edmonton, no Canadá.

## Parque Zoológico

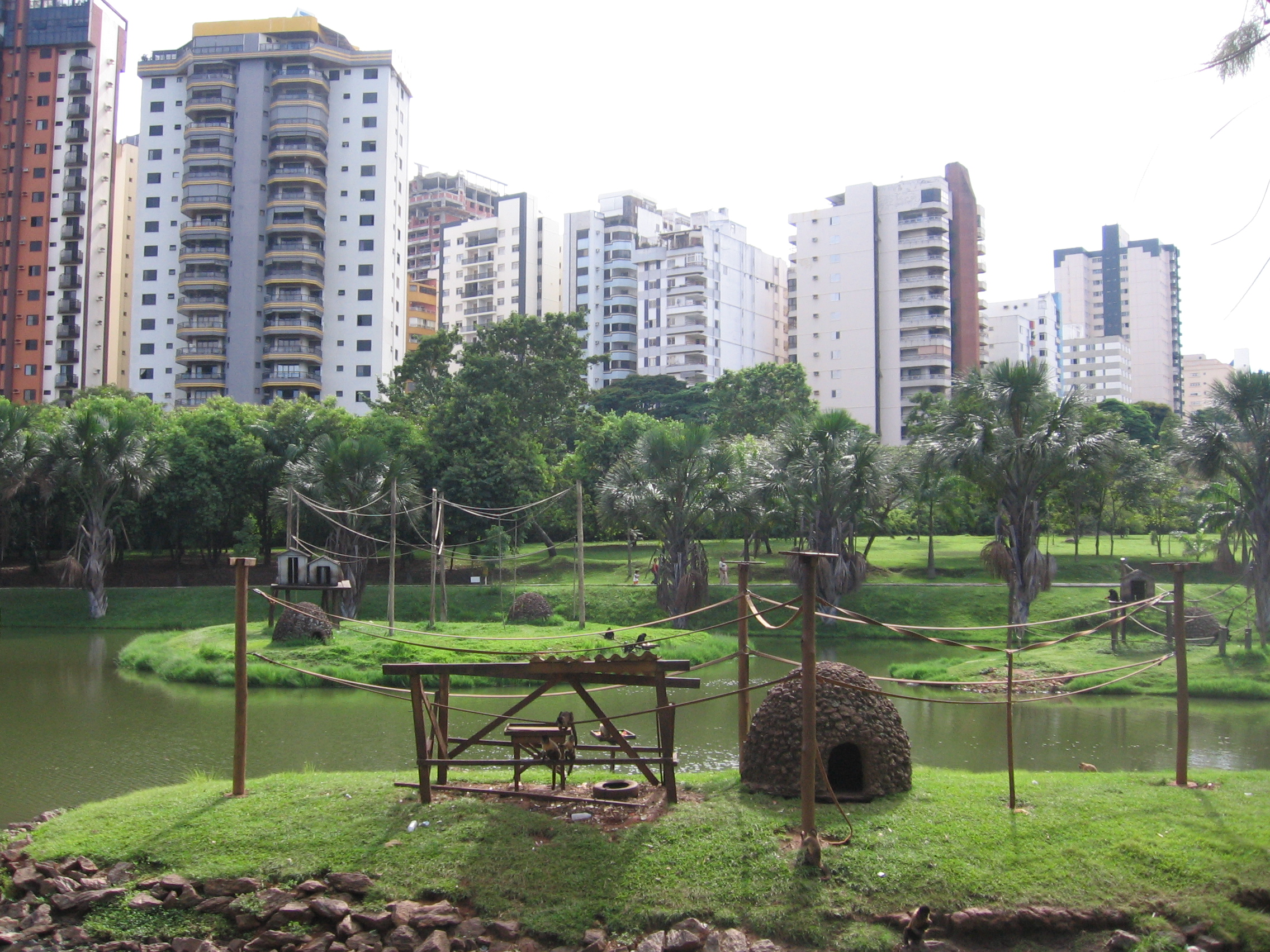
Parque Zoológico

Foi criado em 1946 e contém cerca de mil animais, incluindo mamíferos, pássaros, e répteis. Possuí cinco canais, além de numerosos lagos.

## Bosque dos Buritis

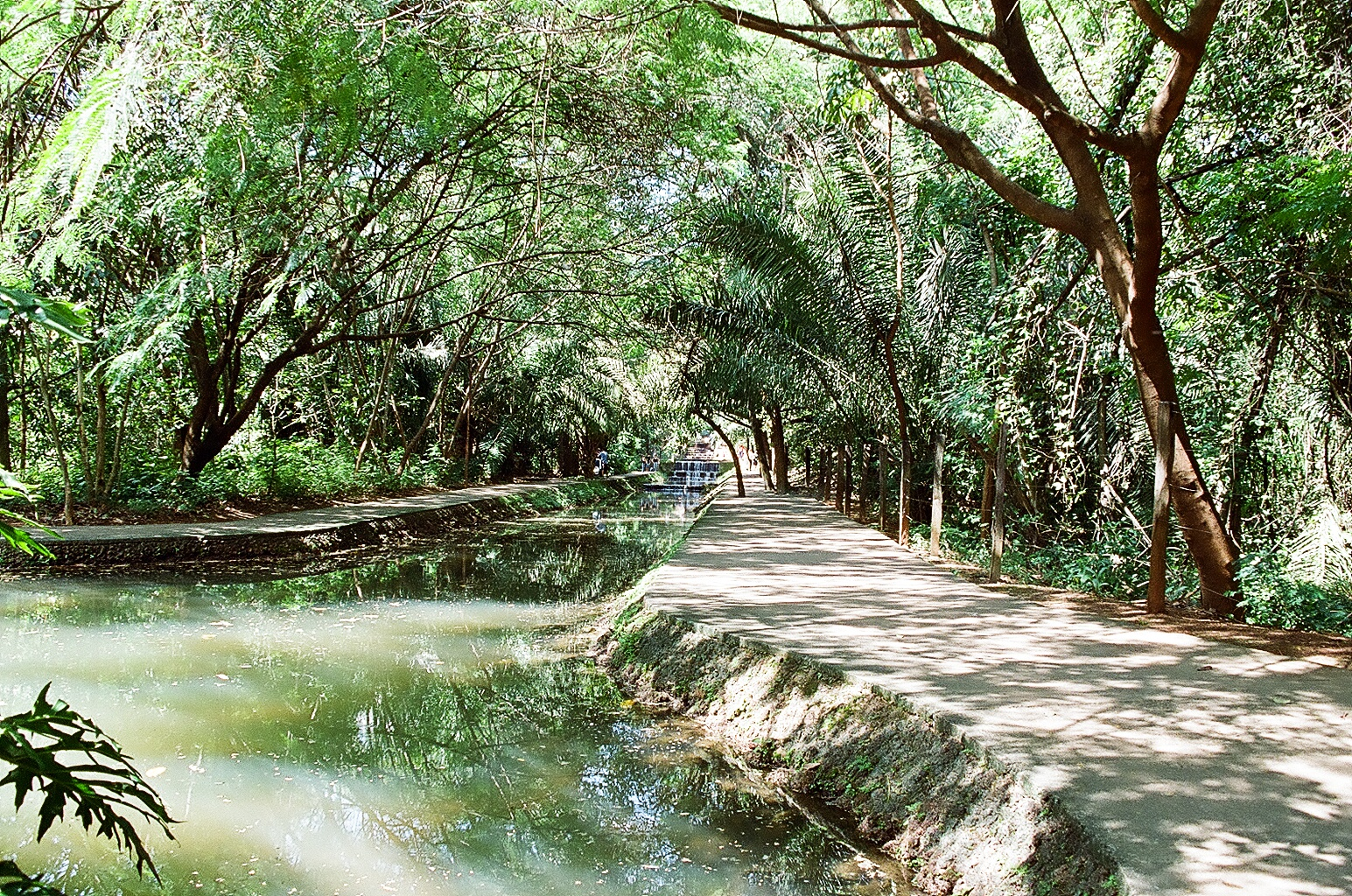
Bosque dos Buritis

Situado no centro da cidade, é considerado a área verde mais antiga, distribuído em 120 mil metros quadrados. Possui área de corrida e exercícios, além de três lagos artificiais abastecidos por vários canais subterrâneos. Além do verde, o parque possui um espaço aberto destinado à arte goianiense, chamado de Centro Livre de Artes.

## Parque Vaca Brava

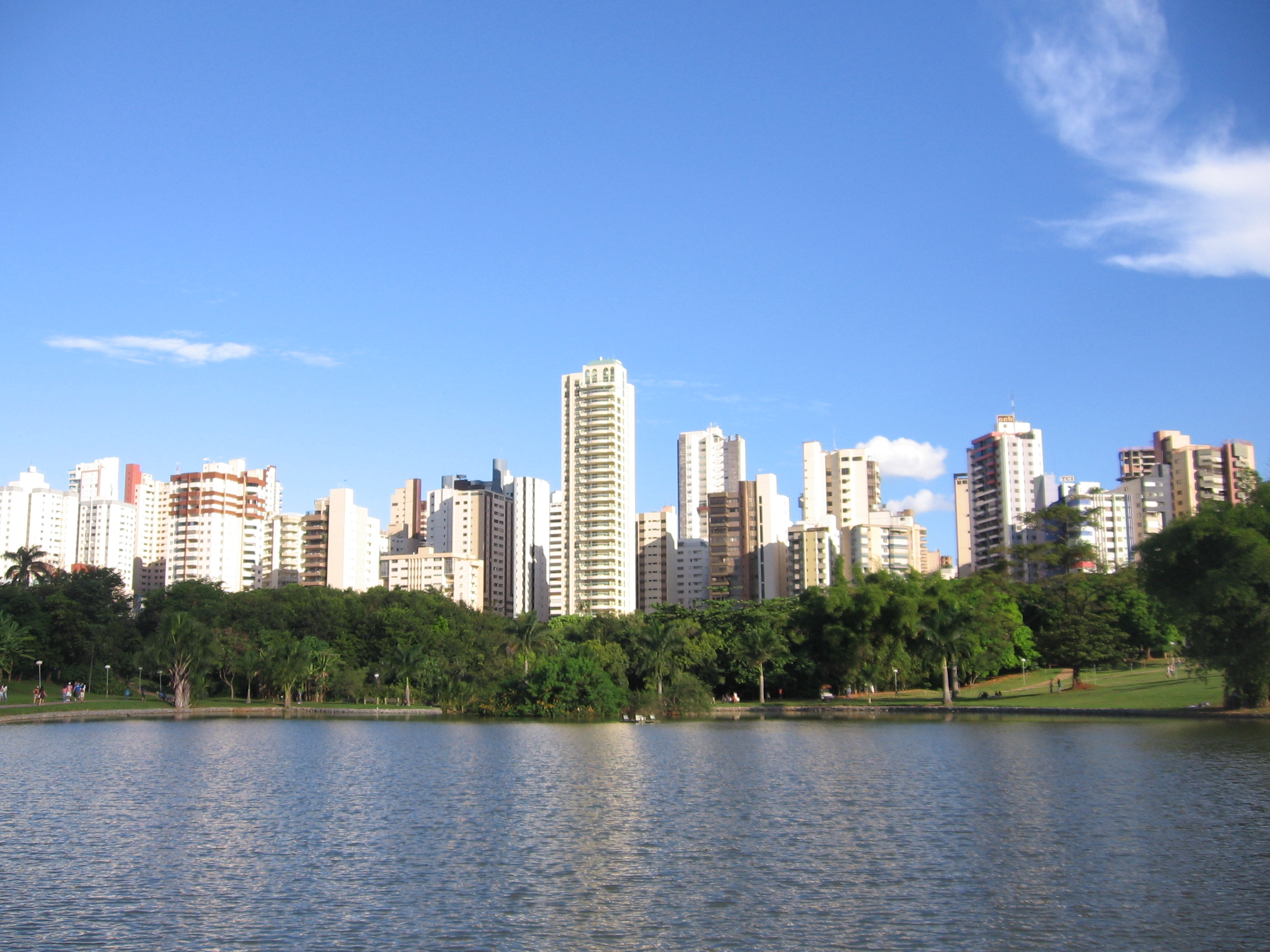
Parque Vaca Brava

O parque ocupa uma área de 18 mil metros quadrados e contém um extenso lago e uma floresta com espécies nativas da fauna e flora ,além de um 'parquinho' diferente para crianças.
O parque conta com uma pista de cooper que rodeia todo o parque. O projeto foi uma doação de uma arquiteta e urbanista de vinte anos, Nerisírley Barreira do Nascimento.

## Parque Cascavel
O Parque ocupa uma área de mais de 250 mil metros quadrados e é um dos maiores parques da capital, fica localizado em umas das áreas mais nobres da cidade, na divisa dos setores Jardim Atlântico e Parque Amazônia na região sul, contém um grande lago, um bosque e conta com uma extensa pista de cooper e estações de ginástica.

## Serpentário Cobra Veiga
Localizado em uma área de 44 mil metros quadrados, é constituído de 750 serpentes de diferentes espécies, além de um laboratório de pesquisas onde se produz soros antiofidíco, que abastece, além da cidade, todo o estado contra acidentes com cobras de varias espécies.

## Parque Mutirama
Localizado na parte central de Goiânia, foi construído nos anos 60 e têm como objetivo ser um parque de diversões aberto e também uma reserva de mata natural entremeada no centro da cidade.

## Parque Flamboyant

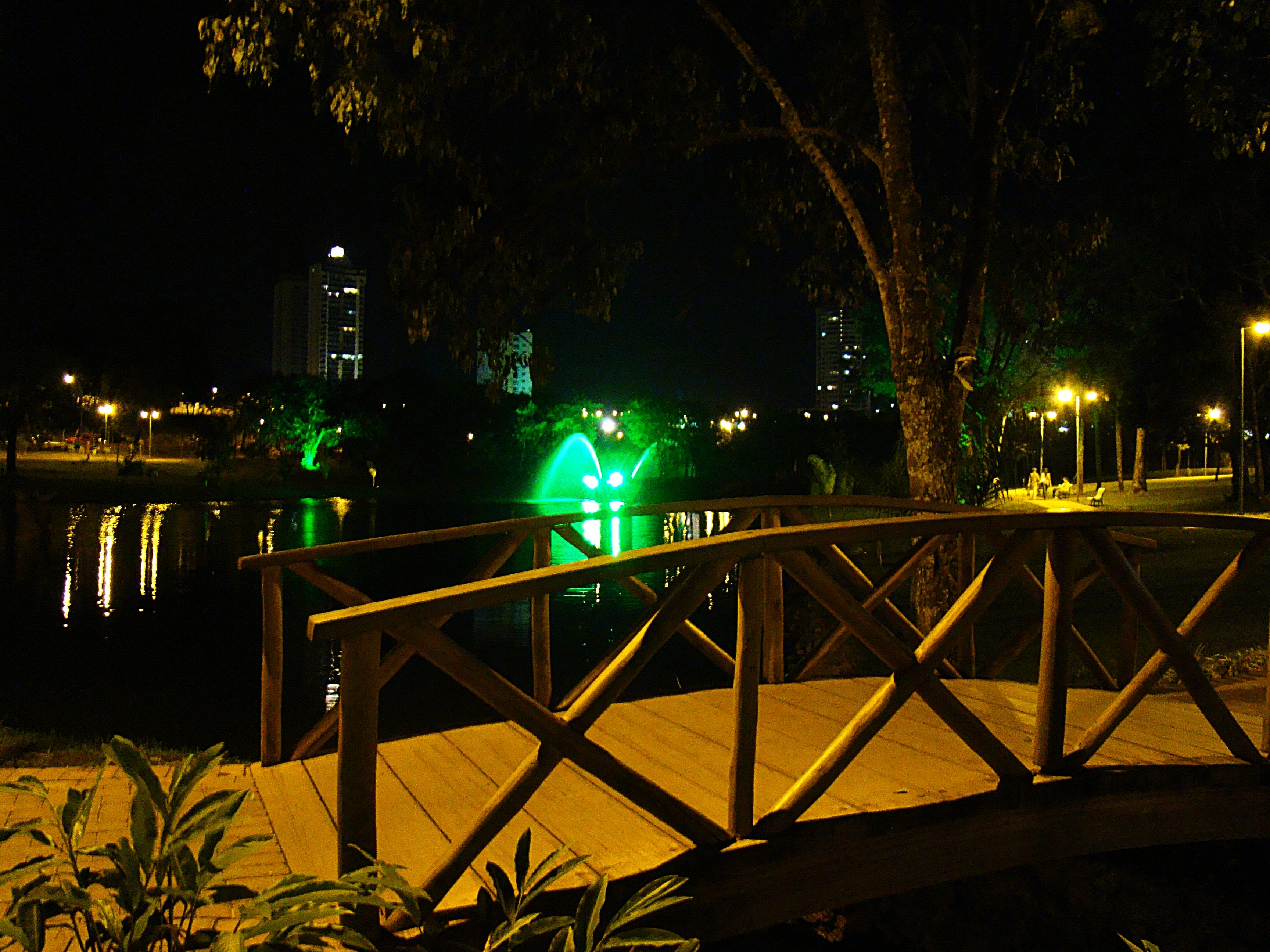
Parque Flamboyant

Situado no Jardim Goiás, próximo ao estádio Serra Dourada, o Parque Flamboyant Lourival Louza foi construído numa área de mais de 125 mil metros quadrados que pertencia ao Shopping Flamboyant.
O parque possui dois lagos, pista para caminhada, pista para ciclismo e parque infantil, entre outras atrações.

## Todos os parques
- Bosque dos Buritis
- Bosque Bougainville
- Bosque da Índia Diacuí
- Bosque do Café
- Bosque Schwabacher
- Bosque José Eduardo dos Santos Nascimento
- Jardim Botânico Chico Mendes
- Jardim Zoológico Lago das Rosas
- Parque Areião
- Parque Beija-Flor
- Parque Boa Vista
- Parque Botafogo
- Parque Carmo Bernardes
- Parque Cascavel
- Parque da Lagoa
- Parque Flamboyant
- Parque Fonte Nova
- Parque Gentil Meireles
- Parque Itatiaia
- Parque Liberdade
- Parque Nossa Morada
- Parque Nova Esperança (Em Implantação)
- Parque Sabiá
- Parque Taquaral
- Parque Vaca Brava